# Roachdale
Roachdale és una població dels Estats Units a l'estat d'Indiana. Segons el cens del 2000 tenia 975 habitants.

## Demografia
Segons el cens del 2000, Roachdale tenia 975 habitants, 388 habitatges, i 268 famílies. La densitat de població era de 738,1 habitants/km².
Dels 388 habitatges en un 32,2% hi vivien nens de menys de 18 anys, en un 54,1% hi vivien parelles casades, en un 11,3% dones solteres, i en un 30,9% no eren unitats familiars. En el 27,8% dels habitatges hi vivien persones soles el 14,7% de les quals corresponia a persones de 65 anys o més que vivien soles. El nombre mitjà de persones vivint en cada habitatge era de 2,51 i el nombre mitjà de persones que vivien en cada família era de 3,05.
Per edats la població es repartia de la següent manera: un 27,7% tenia menys de 18 anys, un 7,3% entre 18 i 24, un 27,6% entre 25 i 44, un 20,8% de 45 a 60 i un 16,6% 65 anys o més.
L'edat mediana era de 36 anys. Per cada 100 dones de 18 o més anys hi havia 90,5 homes.
La renda mediana per habitatge era de 31.932 $ i la renda mediana per família de 39.792 $. Els homes tenien una renda mediana de 31.688 $ mentre que les dones 22.375 $. La renda per capita de la població era de 17.112 $. Entorn del 9,6% de les famílies i el 12,6% de la població estaven per davall del llindar de pobresa.

## Poblacions més properes
El següent diagrama mostra les poblacions més properes.